# Amt Bestwig
Das Amt Bestwig, bis 1911 Amt Eversberg, war ein  Amt im Kreis Meschede in der Provinz Westfalen und in Nordrhein-Westfalen. Im Rahmen der nordrhein-westfälischen Gebietsreform wurde das Amt zum 1. Januar 1975 aufgelöst.

## Geschichte und Gemeinden

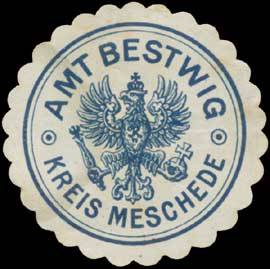
Siegelmarke Amt Bestwig

Im Rahmen der Einführung der Landgemeindeordnung für die Provinz Westfalen wurde 1843 im Kreis Brilon aus der schon bestehenden Bürgermeisterei Eversberg das Amt Eversberg gebildet. Das Amt umfasste anfänglich die Titularstadt Eversberg und die Landgemeinde Velmede.
1866 wurden aus Gebietsteilen von Velmede die sieben neuen Gemeinden Berlar, Gevelinghausen, Halbeswig, Heringhausen, Nuttlar, Ostwig und Ramsbeck gebildet. Im Jahr 1881 wurde der Amtssitz in den Velmeder Ortsteil Bestwig verlegt und 1911 wurde das Amt in Amt Bestwig umbenannt.
1910 wurde die Gemeinde Berlar nach Ramsbeck eingemeindet und 1938 die Gemeinde Halbeswig nach Velmede.
Das Amt Bestwig umfasste seitdem sieben Gemeinden:
- Eversberg
- Gevelinghausen
- Heringhausen
- Nuttlar
- Ostwig
- Ramsbeck
- Velmede

1961 hatte das Amt bei einer Fläche von 103,02 km² 14285 Einwohner.
Zum 1. Januar 1975 wurde das Amt Bestwig durch das Sauerland/Paderborn-Gesetz aufgelöst:
- Eversberg wurde Teil der Stadt Meschede
- Gevelinghausen wurde Teil der neuen Stadt Olsberg
- Heringhausen, Nuttlar, Ostwig, Ramsbeck und Velmede wurden Teil der neuen Gemeinde Bestwig.

## Einwohnerentwicklung
| Jahr | Einwohner | Quelle |
| ---- | --------- | ------ |
| 1839 | 3.694     | [ 5 ]  |
| 1871 | 6.547     | [ 6 ]  |
| 1885 | 7.447     | [ 7 ]  |
| 1895 | 7.894     | [ 8 ]  |
| 1910 | 8.395     | [ 9 ]  |
| 1933 | 9.997     | [ 10 ] |
| 1939 | 10.446    | [ 10 ] |
| 1950 | 11.947    | [ 11 ] |
| 1961 | 14.285    | [ 12 ] |
| 1970 | 15.532    | [ 13 ] |

## Wappen
| Wappen des ehemaligen Amt Bestwig | Blasonierung In Silber ein grüner Wellenbalken, begleitet oben von vier, unten von drei grünen Kugeln. Beschreibung Der Wellenbalken steht für die Ruhr, die durch den Amtsbezirk fließt. Die Kugeln symbolisieren die sieben Gemeinden im Amt. Die amtliche Genehmigung erfolgte am 26. Januar 1962. |